# Stwolska Przełęcz
Stwolska Przełęcz (słow. Lúčne sedlo, Štôlske sedlo, niem. Lukasattel, węg. Luka-hágó, Rét-nyereg) – rozłożysta przełęcz położona na wysokości 2180 m n.p.m. w słowackich Tatrach Wysokich. Znajduje się w bocznej grani odchodzącej na zachód od wierzchołka Kończystej. Oddziela ten szczyt od masywu Tępej.
Stwolska Przełęcz jest łatwo dostępna od strony Doliny Stwolskiej, w kierunku której opada łagodnym stokiem. Z Doliny Złomisk jest nieco trudniej dostępna, ponieważ opada w jej stronę stromym rumowiskiem. Nazwa Stwolskiej Przełęczy pochodzi od Doliny Stwolskiej, natomiast nazwa doliny wywodzi się od spiskiej wsi Stwoła. Dawniejsze pomiary określały wysokość przełęczy na 2195 lub 2168 m.

## Historia
Pierwsze wejścia turystyczne:
- Alexander Münnich wraz z towarzyszami, 1874 r. – letnie (prawdopodobne są wcześniejsze wejścia Jána Pastrnáka i Jána Rumana Driečnego młodszego),
- Ernst Dubke, Johann Breuer i Johann Franz (senior), 14 lutego 1906 r. – zimowe.

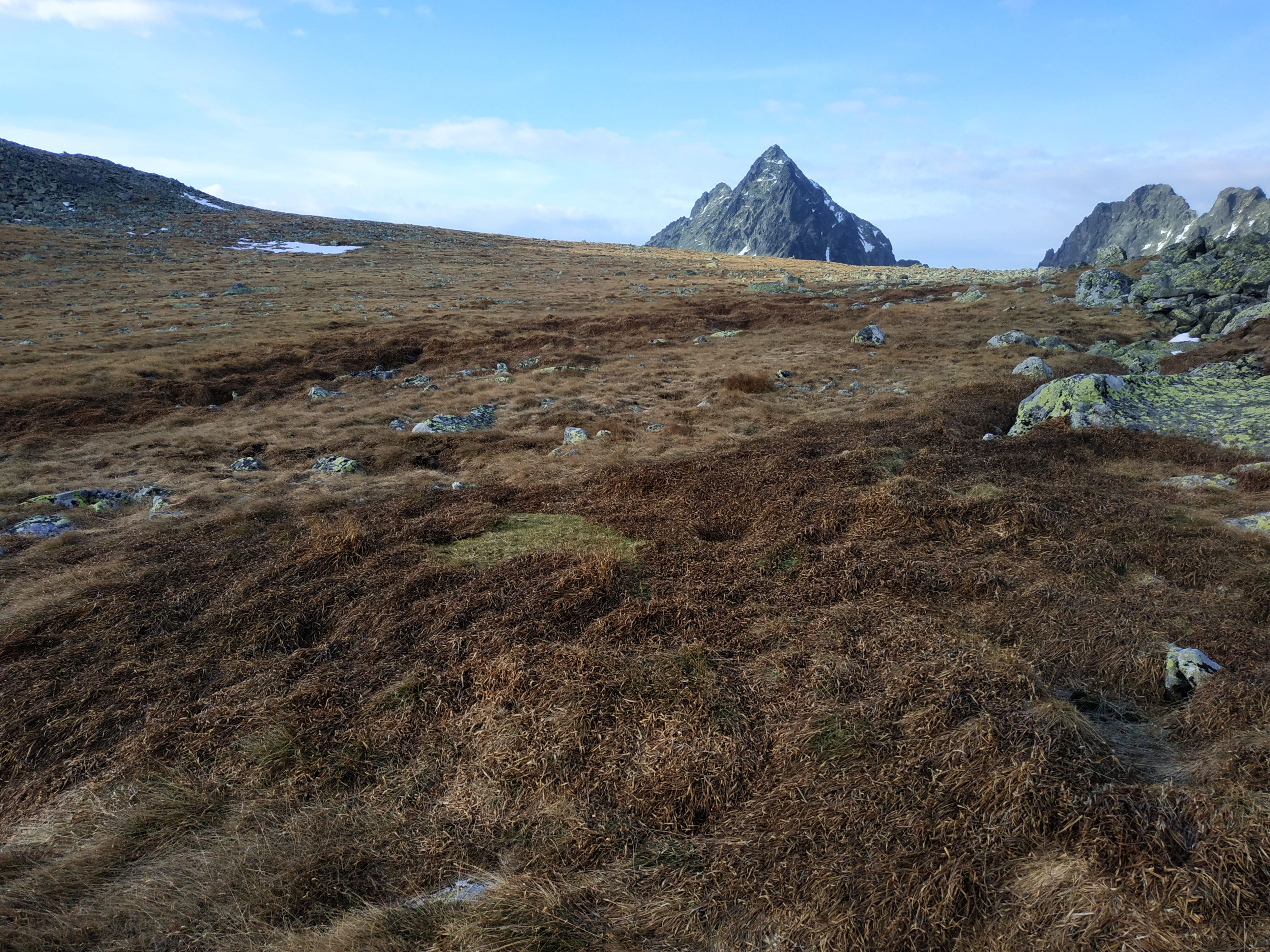
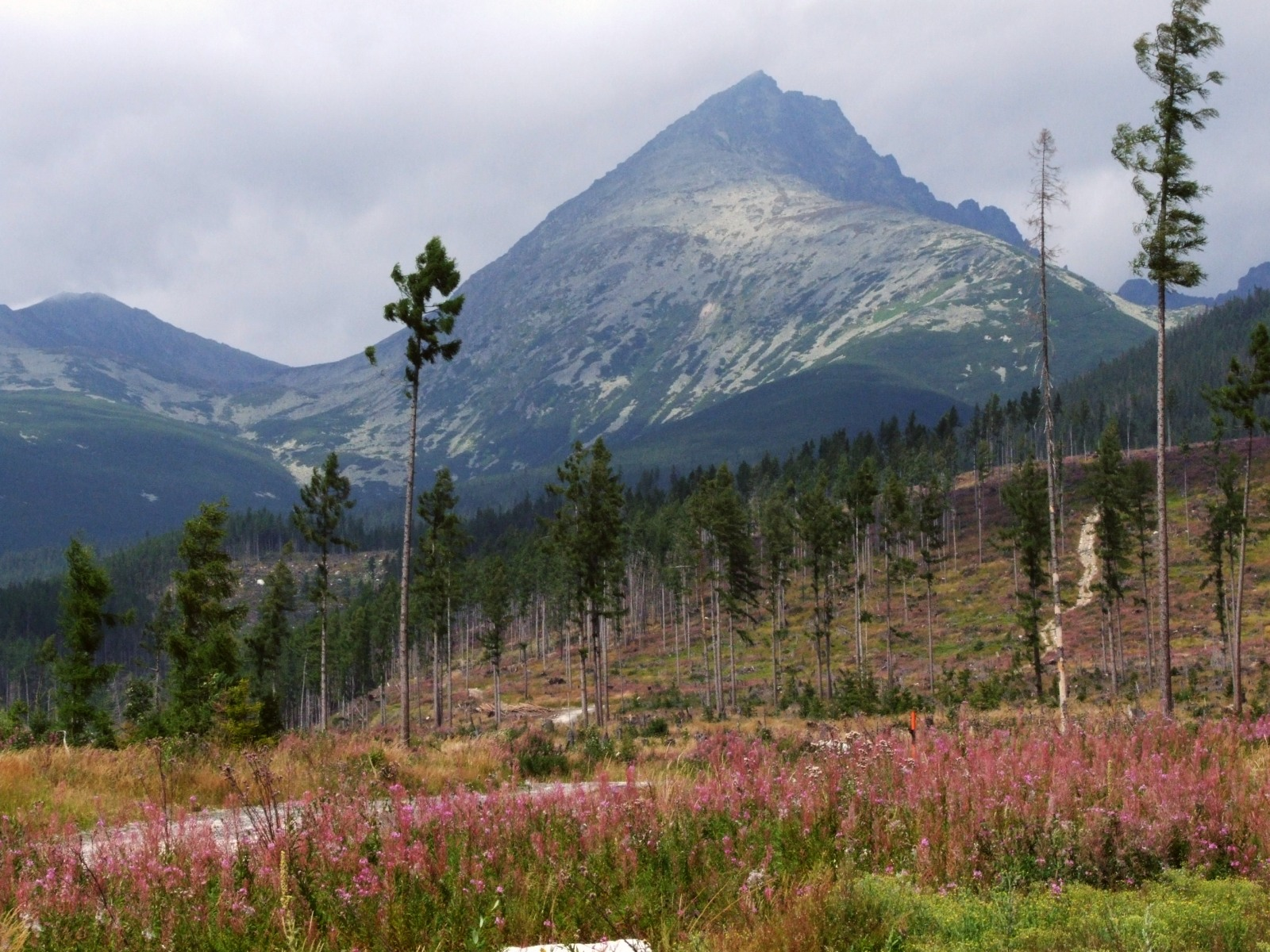